# 4 août 1975
Le lundi 4 août 1975 est le 216e jour de l'année 1975.

## Naissances
- Andy Hallett (mort le 29 mars 2009), acteur américain
- Fabiano Cezar Viegas, joueur de football brésilien
- Harkaitz Cano, poète et écrivain basque espagnol
- Jutta Urpilainen, homme politique finlandais
- Karim Laghouag, cavalier français de concours complet d'équitation
- Laure Saint-Raymond, mathématicienne française
- Laurent Estadieu, cycliste français
- Max Sabbatani, pilote de moto italien
- Níkos Liberópoulos, joueur de football grec
- Pippo Civati, homme politique italien
- Sera Cahoone, chanteuse américaine
- Vincent Lê Quang, saxophoniste, compositeur et improvisateur français
- Wei-Hwa Huang, membre de l'équipe américaine de la World Puzzle Federation
- Yannick Moreau, homme politique français

## Décès
- Fumio Nanri (né le 24 novembre 1910), musicien japonais
- Nicolai Remisoff (né en 1887), chef décorateur et directeur artistique américain

## Événements
- Création de l'équipe de football en salle portugaise Módicus
- Sortie de l'album Ritchie Blackmore's Rainbow du groupe Rainbow